# 木俣達彦
木俣 達彦（きまた たつひこ、1944年7月7日 - ）は、愛知県岡崎市出身の元プロ野球選手（捕手）・コーチ、解説者・評論家。

## 経歴

### プロ入りまで
岡崎市立広幡小学校、岡崎市立葵中学校卒業。中学2年次の1958年に投手から捕手へ転向。1960年に進学した中京商業高校では甲子園に4回出場。1961年には春の選抜に控え捕手として出場したが、1回戦で小倉工に惜敗。同年の夏の甲子園では準々決勝に進むが、浪商のエース尾崎行雄らに抑えられ、完封負けを喫す。1年上のチームメイトに山中巽、江藤省三、相羽欣厚、大森秀男（巨人）がいた。同年の秋田まごころ国体では同期の林俊彦とバッテリーを組み、決勝で報徳学園を6-1で降し優勝を飾る。1962年にも甲子園に春夏連続で出場し、春の選抜では出雲産高、岐阜高を破り準決勝に進出するが、日大三高にサヨナラ負け。夏の選手権は準々決勝で鹿児島商のエース浜崎正人を攻略したが、準決勝で同年に春夏連覇を果たす作新学院の加藤斌に完封を喫した。
1963年、慶應義塾大学を受験するが不合格となり中京大学に進学。1年次の同年から正捕手になり、愛知大学リーグでは在学中に2季連続優勝を経験し、秋季では首位打者とMVPを獲得。同年の全日本大学野球選手権大会では準決勝に進むが、後にプロで同僚となる新宅洋志らのいた駒大に敗退。

### 現役時代
中日ドラゴンズからの誘いがあり、2年次の1964年に中京大学を中退して入団。
1965年には定位置を獲得し、小柄ながら強打の捕手として永く中日の正捕手として活躍する。
1967年は故障もあって出場試合が減少するが、15本塁打を記録し、長距離打者の片鱗を見せる。
1968年は復活し、21本塁打を記録。江藤慎一の次の5番打者、または6番打者として主軸を担うようになる。
1969年にセントラル・リーグの捕手では史上初の30本塁打となる33本塁打を打ち、5番打者に定着する。
1970年にも30本塁打と2年連続30本を記録したが、1973年は不振に陥り、下位打線へ下がる。確実性を上げるため、本格的にマサカリ打法へ着手する。
1974年にはリーグ2位の打率.322を記録し、巨人のV10を阻止する20年ぶりのリーグ優勝に貢献。同年のロッテとの日本シリーズでは全6試合に先発出場するが、19打数4安打2打点と2勝4敗で敗退。以後、4度3割を記録した。谷沢健一、島谷金二、大島康徳、井上弘昭などの若手打者が育ったことから、この頃から7番打者が定位置となる。
1980年にはセ・リーグの捕手として史上初の2000試合出場を達成、プロ野球史上では野村克也に継ぐ史上2人目の記録となったが、この頃から守備面での衰えが目立ち始め、捕手としての出場が引退まで2000試合には満たなかった。同年は近藤貞雄監督就任に伴い、木俣の後釜となる捕手の獲得が急務との判断により中尾孝義をドラフト指名。
1981年からは中尾を正捕手に据え、出場機会が減少。更に膝を故障する。1982年、8年ぶりのリーグ優勝を見届けに、星野仙一と共に現役を引退。
1983年のオープン戦で行われた引退試合では、木俣が対戦した中で最高の投手と評価していた江夏（当時日本ハム）へ特別に依頼し、登板してもらった。

### 現役引退後
引退後は父の経営する建設会社で常務をする傍ら、CBC解説者・中日スポーツ評論家（1983年 - 1986年）として活動。
1987年からは中日に一軍総合コーチとして復帰し、1988年のリーグ優勝に貢献するが、1989年退任。
退任後は再びCBC解説者・中日スポーツに評論家（1990年 - 1994年）として復帰し、1995年には1年だけ中日一軍打撃コーチを務めた。
1996年から三たびCBC解説者・中日スポーツ評論家となり、現在に至る。解説者としては捕手の経験を生かして試合展開を大胆に予測するのが特徴であり、評論活動の傍らでプロ野球マスターズリーグ「名古屋80D'sers」にも参加。
2005年4月に発売された『中日ドラゴンズ70年 昇竜の軌跡』（ベースボール・マガジン社）では「木俣は『ミスター・ドラゴンズ』の資格十分である」と紹介されている。中日OB会の副会長も務めていたが、高木守道が2012年から監督に就任する為、木俣がOB会会長代行を務めることになった。同年11月25日よりOB会会長代行から正式にOB会会長に就任し、2015年11月29日まで務め、その後は鈴木孝政が受け継いでいる。
2017年3月2日にBCリーグ・滋賀ユナイテッドベースボールクラブヘッドコーチに就任。
2018年1月12日に滋賀のシニアアドバイザーに就任。
2019年7月からは地元・岡崎の愛知県立岩津高等学校で特別コーチとして指導している。専用グラウンドも、ナイター設備もなく、決して恵まれた環境ではないが、週に1、2度、指導を続けている。

## 選手としての特徴
典型的な長距離打者であったがゆえに粗さが目立ち、打率も低い為、それを改善するために、一本足打法でグリップを極端に下げてからトップの位置に持っていく「マサカリ打法」を編み出し、上からボールをぶつけるレベルヒッターへ転向し安打を量産。本人曰く「マサカリ打法とは、打法改造する前の1971年に中日スポーツの記者からつけてもらった」という。
捕手としては野村克也、阿部慎之助、谷繁元信、古田敦也に次いで通算で5位の安打数も記録している。3割が4回、30本塁打が2回。昭和のセ･リーグを代表する“打てる捕手”であった。

## 詳細情報

### 年度別打撃成績
| 年 度      | 球 団      | 試 合 | 打 席 | 打 数 | 得 点 | 安 打 | 二 塁 打 | 三 塁 打 | 本 塁 打 | 塁 打 | 打 点 | 盗 塁 | 盗 塁 死 | 犠 打 | 犠 飛 | 四 球 | 敬 遠 | 死 球 | 三 振 | 併 殺 打 | 打 率 | 出 塁 率 | 長 打 率 | O P S |
| ---------- | ---------- | ----- | ----- | ----- | ----- | ----- | -------- | -------- | -------- | ----- | ----- | ----- | -------- | ----- | ----- | ----- | ----- | ----- | ----- | -------- | ----- | -------- | -------- | ----- |
| 1964       | 中日       | 56    | 118   | 113   | 7     | 24    | 6        | 0        | 0        | 30    | 9     | 0     | 0        | 1     | 0     | 4     | 0     | 0     | 24    | 3        | .212  | .239     | .265     | .505  |
| 1965       | 中日       | 132   | 455   | 419   | 26    | 89    | 9        | 1        | 10       | 130   | 38    | 3     | 3        | 7     | 3     | 24    | 1     | 2     | 71    | 11       | .212  | .258     | .310     | .569  |
| 1966       | 中日       | 126   | 424   | 387   | 29    | 96    | 19       | 1        | 9        | 144   | 41    | 1     | 2        | 6     | 1     | 26    | 6     | 4     | 52    | 8        | .248  | .302     | .372     | .674  |
| 1967       | 中日       | 84    | 241   | 219   | 34    | 49    | 13       | 0        | 15       | 107   | 32    | 0     | 0        | 3     | 0     | 18    | 1     | 1     | 35    | 6        | .224  | .286     | .489     | .774  |
| 1968       | 中日       | 118   | 417   | 377   | 43    | 109   | 15       | 1        | 21       | 189   | 59    | 2     | 5        | 4     | 0     | 30    | 4     | 6     | 72    | 11       | .289  | .351     | .501     | .852  |
| 1969       | 中日       | 120   | 426   | 384   | 51    | 103   | 20       | 0        | 33       | 222   | 60    | 1     | 3        | 2     | 3     | 35    | 3     | 2     | 70    | 5        | .268  | .333     | .578     | .911  |
| 1970       | 中日       | 128   | 515   | 466   | 64    | 132   | 16       | 1        | 30       | 240   | 65    | 1     | 1        | 1     | 0     | 44    | 1     | 4     | 64    | 11       | .283  | .350     | .515     | .865  |
| 1971       | 中日       | 126   | 486   | 422   | 62    | 118   | 17       | 1        | 27       | 218   | 71    | 2     | 3        | 0     | 5     | 53    | 9     | 6     | 51    | 10       | .280  | .368     | .517     | .885  |
| 1972       | 中日       | 125   | 496   | 448   | 51    | 120   | 14       | 1        | 21       | 199   | 48    | 2     | 2        | 0     | 4     | 42    | 2     | 2     | 54    | 15       | .268  | .333     | .444     | .778  |
| 1973       | 中日       | 117   | 415   | 363   | 40    | 91    | 15       | 0        | 9        | 133   | 32    | 1     | 0        | 0     | 2     | 46    | 9     | 4     | 67    | 17       | .251  | .341     | .366     | .708  |
| 1974       | 中日       | 123   | 480   | 438   | 49    | 141   | 25       | 1        | 18       | 222   | 50    | 3     | 3        | 2     | 0     | 39    | 1     | 1     | 68    | 18       | .322  | .379     | .507     | .886  |
| 1975       | 中日       | 119   | 417   | 387   | 24    | 108   | 17       | 0        | 3        | 134   | 43    | 1     | 2        | 2     | 3     | 22    | 6     | 3     | 40    | 13       | .279  | .323     | .346     | .669  |
| 1976       | 中日       | 121   | 430   | 397   | 37    | 120   | 22       | 0        | 14       | 184   | 40    | 1     | 1        | 0     | 4     | 25    | 3     | 4     | 47    | 11       | .302  | .350     | .463     | .813  |
| 1977       | 中日       | 123   | 417   | 384   | 32    | 119   | 16       | 0        | 13       | 174   | 51    | 1     | 2        | 3     | 2     | 25    | 2     | 3     | 41    | 12       | .310  | .357     | .453     | .810  |
| 1978       | 中日       | 117   | 431   | 385   | 37    | 113   | 14       | 0        | 16       | 175   | 55    | 0     | 2        | 6     | 1     | 36    | 6     | 3     | 35    | 16       | .294  | .358     | .455     | .813  |
| 1979       | 中日       | 126   | 497   | 459   | 53    | 143   | 16       | 0        | 17       | 210   | 72    | 1     | 0        | 5     | 2     | 29    | 6     | 2     | 51    | 20       | .312  | .355     | .458     | .813  |
| 1980       | 中日       | 125   | 466   | 429   | 43    | 128   | 13       | 0        | 18       | 195   | 67    | 0     | 5        | 3     | 2     | 30    | 5     | 2     | 47    | 15       | .298  | .347     | .455     | .802  |
| 1981       | 中日       | 108   | 256   | 232   | 19    | 64    | 10       | 0        | 10       | 104   | 36    | 0     | 0        | 2     | 2     | 17    | 8     | 3     | 19    | 9        | .276  | .333     | .448     | .782  |
| 1982       | 中日       | 48    | 55    | 53    | 3     | 9     | 0        | 0        | 1        | 12    | 3     | 0     | 0        | 0     | 0     | 2     | 0     | 0     | 7     | 3        | .170  | .200     | .226     | .426  |
| 通算：19年 | 通算：19年 | 2142  | 7442  | 6762  | 704   | 1876  | 277      | 7        | 285      | 3022  | 872   | 20    | 34       | 47    | 34    | 547   | 73    | 52    | 915   | 214      | .277  | .336     | .447     | .783  |

- 各年度の太字はリーグ最高

### 表彰
- ベストナイン：5回 （1969 - 1971年、1977年、1979年）

### 記録
初記録
- 初出場・初先発出場：1964年6月2日、対国鉄スワローズ9回戦（中日スタヂアム）、8番・捕手として先発出場
- 初安打：1964年6月6日、対大洋ホエールズ11回戦（中日スタヂアム）、5回裏に稲川誠から右中間二塁打
- 初打点：同上、7回裏に稲川誠から内野ゴロの間に記録
- 初本塁打：1965年5月19日、対大洋ホエールズ7回戦（川崎球場）、3回表に及川宣士からソロ

節目の記録
- 100本塁打：1970年7月13日、対ヤクルトアトムズ12回戦（明治神宮野球場）、7回表に簾内政雄からソロ 　※史上57人目
- 150本塁打：1972年5月24日、対大洋ホエールズ7回戦（中日スタヂアム）、6回裏に平松政次からソロ　※史上30人目
- 1000試合出場：1972年9月7日、対広島東洋カープ25回戦（広島市民球場）、5番・捕手として先発出場　※史上163人目
- 1000本安打：1974年7月9日、対ヤクルトスワローズ11回戦（中日スタヂアム）、2回裏に渡辺孝博から左越2ラン　※史上87人目
- 200本塁打：1976年5月3日、対ヤクルトスワローズ6回戦（ナゴヤ球場）、3回裏に会田照夫から左越ソロ　※史上24人目
- 1500試合出場：1977年4月10日、対読売ジャイアンツ3回戦（ナゴヤ球場）、7番・捕手として先発出場　※史上53人目
- 1500本安打：1978年8月15日、対横浜大洋ホエールズ18回戦（横浜スタジアム）、5回表に高橋重行から左前安打　※史上35人目
- 250本塁打：1979年7月28日、対ヤクルトスワローズ14回戦（明治神宮野球場）、7回表に酒井圭一から2ラン　※史上16人目
- 2000試合出場：1981年4月30日、対広島東洋カープ5回戦（ナゴヤ球場）、7番・捕手として先発出場　※史上15人目

その他の記録
- オールスターゲーム出場：8回 （1970年、1971年、1974年、1975年、1977年 - 1980年）

### 背番号
- 23 （1964年 - 1982年）
- 66 （1987年 - 1989年）
- 84 （1995年）
- 77 （2017年）

## 関連情報

### 出演番組

#### 現在の出演番組
- 侍プロ野球
- CBCドラゴンズナイター
- ドラ魂KING
- J SPORTS STADIUM
- サンデードラゴンズ（コメンテーター）

#### 過去の出演番組
- 久野誠のドラゴンズワールド
- 木俣達彦の燃えよドラゴンズ（司会）
- PUMP UP! 1053

### 著書
- 『ザ・捕手：私が出会った監督・選手たち』（中日新聞社、2011年10月、ISBN 9784806206316）